# La Petite Rivière (île d'Anticosti - partie Ouest)
Pour les articles homonymes, voir La Petite Rivière.
La Petite Rivière est un cours d'eau de l'île d'Anticosti, au Québec (Canada), qui se jette dans le golfe du Saint-Laurent. Elle coule dans la municipalité de L'Île-d'Anticosti.
La route forestière (sens est-ouest) principale de l'île d'Anticosti dessert la partie supérieure de cette vallée ; elle passe entre le lac du Quatorzième Mille et le lac Simonne. La partie intermédiaire de cette vallée est desservie par une route forestière (sens est-ouest). Le long du littoral, la route forestière se relie vers l'est au réseau routier forestier pour les besoins de la foresterie.

## Toponymie
L'île d'Anticosti comporte deux toponymes « La Petite Rivière » ; l'un dans la partie Est et l'autre dans la partie Ouest.
Le nom de la rivière apparaît sur une carte de la compagnie Consolidated Bathurst de 1955, mais il est peut-être utilisé depuis 1904 ou même avant. Le toponyme a été officialisé le 5 décembre 1968.

## Géographie
La Petite Rivière tire sa source au lac du Quatorzième Mille (altitude : 93 m) situé dans la partie ouest de l'île d'Anticosti. Ce toponyme est basé sur le fait qu'il est situé au 14e mille à l'est du centre du village de Port-Menier. L'embouchure de ce lac entouré de marais, est située au fond de la baie du sud-ouest :
- au nord-est de Port-Menier ;
- au sud de la rive nord de l'île d'Anticosti ;
- au nord de la rive sud de l'île d'Anticosti[2].

À partir de sa source, la Petite Rivière coule vers le sud entre la rivière Trois Milles (située du côté ouest) ; et la rivière Bec-Scie (située du côté est). À partir de l'embouchure du lac du Quatorzième Mille, son cours descend sur environ 20 km vers le sud avec un dénivelé de 92 m, selon les segments suivants :
- vers le sud-ouest relativement en ligne droite, d'abord en passant sous le pont de la route principale (sens est-ouest) de l'île ; puis en traversant vers le sud le lac Simonne (altitude : 67 m) soit le principal plan d'eau de cette vallée, jusqu'à son embouchure. Note : ce lac comporte une presqu'île rattachée à la rive nord-est et s'étirant sur 0,45 km vers le centre du lac ; elle est appelée le Nombril à Simonne ;
- vers le sud-est en serpentant par endroit, en recueillant la décharge (venant du nord-est) d'un petit lac et un ruisseau (venant de l'est), jusqu'à la décharge (venant du nord-ouest) d'un lac et d'une zone de marais ;
- vers le sud d'abord en serpentant en zone de marais, jusqu'à la décharge (venant du nord-ouest) d'un petit lac et de zones de marais ;
- d'abord vers le sud jusqu'à un coude de rivière, puis vers le sud-ouest, et finalement vers le sud, jusqu'à son embouchure[2].

La Petite Rivière se déverse sur la rive sud de l'île d'Anticosti, au fond de la baie des Sarcelles, soit à 7,7 km à l'ouest de l'embouchure de la rivière Bec-Scie, à l'est de l'embouchure de la rivière aux Canards et à l'est de Port-Menier.